# Chelonus niger
Chelonus niger är en stekelart som beskrevs av Mccomb 1968. Chelonus niger ingår i släktet Chelonus och familjen bracksteklar. Inga underarter finns listade i Catalogue of Life.